# Женская сборная Финляндии по хоккею с мячом
Женская сборная Финляндии по хоккею с мячом — представляет Финляндию на международных соревнованиях по хоккею с мячом среди женщин.
Принимала участие во всех чемпионатах мира среди женщин, серебряный призёр и пятикратный бронзовый призёр.

## Статистика выступлений на чемпионатах мира
| Год  | Место (участников) |
| ---- | ------------------ |
| 2004 | место (5)          |
| 2006 | 4-е место (6)      |
| 2007 | 5-е место (7)      |
| 2008 | место (7)          |
| 2010 | 5-е место (6)      |
| 2012 | место (6)          |
| 2014 | место (6)          |
| 2016 | 6-е место (7)      |
| 2018 | 4-е место (8)      |
| 2020 | 4-е место (8)      |
| 2022 | место (8)          |
| 2023 | место (6)          |
| 2025 | 4-е место (8)      |

## Прочие достижения
- Серебряный призёр Кубка мира (1990)
- Бронзовый призёр Кубка мира (1991)

Ринк-бенди
- Чемпион мира (1996)